# الضربة الجوية على دمشق (2023)
الضربة الجوية على دمشق (2023) هي الهجمة الجوية التي وقعت في 19 فبراير (شباط) 2023، ويُشتبه أن سلاح الجو الإسرائيلي شنها على مواقع في محافظة دمشق بسوريا كان من بينها مبنى سكني، وأسفر الهجوم عن مقتل 5 أشخاص وإصابة 15 شخصًا آخرين بعضهم بإصابات خطيرة.

## الخلفية التاريخية
ازداد الوجود الإيراني في سوريا بشكل ملحوظ عقب اندلاع الحرب الأهلية السورية في عام 2011، وتمثل ذلك الوجود في عدة جماعات مسلحة تدعمها إيران مثل قوات حزب الله.

## الضربات الجوية
في 18 فبراير (شباط) 2023، قصفت إسرائيل من منطقة هضبة الجولان أحياء سكنية في محافظة دمشق كان أبرزها حي كفر سوسة الواقع بالقرب من منشآت إيرانية مُشددة الحراسة، وتسبب القصف حسبما أفاد عدد من شهود العيان والمسؤولين السوريين، في مقتل خمسة أشخاص وإصابة 15 آخرين، بالإضافة إلى إلحاق أضرار بعدد من المباني التاريخية القريبة من قلعة دمشق، والمباني القريبة من ساحة الأمويين، حيث توجد العديد من المنشآت الأمنية، ومباني مدنية أخرى. زعم الجانب الإسرائيلي أن الهجوم استهدف مستودعًا كان يستخدمه المقاتلون الإيرانيون ومقاتلو حزب الله في دمشق، وهي نفس المنطقة التي اغتيل فيها عماد مغنية أحد كبار قادة حزب الله في عام 2008.

## الخسائر البشرية
حسبما جاء في تقارير المرصد السوري لحقوق الإنسان، فقد أودت الهجمات الجوية التي شنتها القوات الإسرائيلية على أحياء دمشق السكنية بحياة 15 شخصًا، بينهم مدنيان على الأقل. كما ترددت بعض الأنباء عن أن العقيد أمجد علي، الملقب بـ"جزار دمشق"، كان من بين القتلى أثناء الهجوم. وذكرت وكالة رويترز استنادًا إلى مصادر محلية إن الغارة الجوية استهدفت منشأة كان يجتمع فيها مسؤولون إيرانيون لتطوير البرامج العسكرية التي تهدف إلى تطوير قدرات الطائرات بدون طيار أو الصواريخ.

## ردود الأفعال
أدانت وزارة الخارجية الروسية القصف الإسرائيلي الجوي على أحياء دمشق معتبرة إياه انتهاكًا صارخًا للقانون الدولي. كما نددت وزارة الخارجية اللبنانية بشدة بالضربات الإسرائيلية في دمشق، معربة عن غضبها إزاء الدمار والخسائر التي لحقت بالمدنيين. وفي الأراضي المحتلة أدانت حركة حماس بشدة الهجوم الإسرائيلي واستهدافه للأحياء السكنية في العاصمة السورية دمشق. بينما اعتبرت حركة الجهاد الإسلامي أن قصف دمشق يكشف عن مساعي إسرائيل المتواصلة لاستهداف سوريا وتعميق مأساة شعبها الذي لم يكد يتعافى من جراحه بعد الزلزال المدمر الذي ضرب البلاد مطلع عام 2023.